# Sancha di Provenza
Sancha di Provenza (in francese Sancie de Provence ed in inglese Sanchia of Provence) (Aix-en-Provence, 1225 – Berkhamsted, 9 novembre 1261), fu contessa consorte di Cornovaglia, dal 1243 e regina consorte del re di Germania (o Re dei Romani), dal 1257 alla sua morte. Non fu mai incoronata imperatrice.

## Origine
Figlia terzogenita del conte di Provenza e conte di Forcalquier, Raimondo Berengario IV (1198 – 1245), e della moglie, Beatrice di Savoia (1200 – 1266), come risulta dalla cronaca del monaco benedettino inglese, cronista della storia inglese, Matteo Paris (1200 – 1259), quando ne descrive il matrimonio con il fratello del re d'Inghilterra, il conte di Cornovaglia, Riccardo e anche dal documento n° 154 del Peter der Zweite Graf von Savoyen, Markgraf in Italien, sein Haus und seine Lande, dello storico, Ludwig Wurstenberger, quando ci riferisce il contratto di fidanzamento del 1242; Beatrice di Savoia, secondo il documento n° 49 del Peter der Zweite Graf von Savoyen, Markgraf in Italien, sein Haus und seine Lande, dello storico, Ludwig Wurstenberger, era figlia del Conte di Savoia, d'Aosta e di Moriana, Tommaso I (1177 – 1233) e della moglie, Beatrice Margherita di Ginevra (1180 – 1257), che secondo la Chronica Albrici Monachi Trium Fontium era figlia di Guglielmo I di Ginevra e di Margherita Béatrice di Faucigny.
Raimondo Berengario IV di Provenza, secondo la Historia Comitum Provinciae era l'unico figlio maschio del consorte dell'erede della contea di Forcalquier e conte di Provenza, Alfonso II e di sua moglie, Garsenda di Sabran, figlia del Signore di Caylar e d'Ansouis, Raniero († dopo il 1209) appartenente alla famiglia de Sabran e di Garsenda di Forcalquier ( - prima del 1193), l'unica figlia del Conte di Forcalquier, Guglielmo IV d'Urgell e di Adelaide di Bezieres, di cui non si conoscono gli ascendenti.

## Biografia
Sancha era famosa per la sua bellezza, come per altro lo erano le sue tre sorelle.
Sancha, prima del 1240 era stata promessa al suo coetaneo, il delfino del Viennois, Ghigo VII (1225-1269), figlio d'Andrea Ghigo, delfino del Viennois, e di Beatrice di Monferrato; il fidanzamento però fu annullato da due vescovi in quanto, in precedenza, il delfino Ghigo VII aveva contratto fidanzamento con Cecilia del Balzo, come ci certifica il documento n° 129, datato giugno 1240, del Peter der Zweite Graf von Savoyen, Markgraf in Italien, sein Haus und seine Lande, dello storico, Ludwig Wurstenberger(anche se il documento non specifica il nome della figlia del conte di Provenza, non può che essere Sancha in quanto le due sorelle maggiori erano già state maritate, mentre la minore aveva circa cinque anni).
Verso il 1241 Sancha fu promessa al conte di Tolosa, Raimondo VII (il contratto di fidanzamento secondo lo Spicilegium Tome III, p. 621, fu redatto l'11 agosto 1241), ma, dato che il matrimonio necessitava di una dispensa papale e, alla morte (1241) di papa Celestino IV, il conclave impiegò molti mesi ad eleggere il nuovo papa, il fidanzamento fu rotto e la sorella, Eleonora, regina d'Inghilterra, tramite il suo consigliere, Pietro Aigueblanche (che fu vescovo di Hereford, diplomatico alle corti di Luigi IX di Francia e di Alfonso X di Castiglia), negoziò il matrimonio di Sancha con il fratello del re d'Inghilterra, Enrico III (1207 – 1272), il primo conte di Cornovaglia, Riccardo, che dal 1240 era vedovo della sua prima moglie, Isabella di Pembroke; il 17 luglio 1242, a Tarascona fu redatto il contratto di nozze tra Sancha, rappresentata da sua madre Beatrice, contessa di Provenza, e Riccardo, rappresentato dal Conte di Richmond, Pietro, il futuro conte di Savoia Pietro II (1263-1268), zio sia della regina d'Inghilterra, Eleonora, che di Sancha, come ci riporta il documento n° 154 del Peter der Zweite Graf von Savoyen, Markgraf in Italien, sein Haus und seine Lande, dello storico, Ludwig Wurstenberger.
Come ci conferma Matteo da Parigi, il matrimonio fu celebrato nell'abbazia di Westminster, il 23 novembre del 1243..
Quando, nel 1245, suo padre, Raimondo Berengario IV, morì, come da suo testamento (come ci conferma il documento riportato a pagina 485 del Matthæi Parisiensis, Monachi Sancti Albani, Chronica Majora, vol IV, lasciò i titoli di contessa di Provenza e Forcalquier alla figlia più giovane, non ancora sposata, Beatrice,. Il testamento redatto da Raimondo Berengario IV, il 20 giugno 1238 a Sisteron, si trova nelle Layettes du Trésor des Chartes, vol. II, contrassegnato come documento n° 2719.
Sancha con le sorelle, Margherita, moglie del re di Francia, Luigi IX il Santo, e Eleonora, moglie del re d'Inghilterra, Enrico III avrebbero desiderato dividere i feudi paterni con la sorella minore, Beatrice, ma il fratello di Luigi IX il Santo, Carlo d'Angiò, conte d'Angiò e del Maine, che il Papa Innocenzo IV aveva contribuito a scegliere come marito per Beatrice di Provenza, invase la Provenza e non la volle più spartire; per cui i rapporti di Carlo d'Angiò con le tre sorelle defraudate furono sempre molto tesi.
Il 13 gennaio 1257 Riccardo di Cornovaglia fu eletto re dei Romani da quattro (su sette) Grandi Elettori, fuori dalle mura di Francoforte, e ricevuta la notizia, partì da Londra il 10 aprile con al seguito Sancha e i due figli.
Riccardo, insieme a Sancha fu incoronato re di Germania (Re dei Romani) ad Aquisgrana dal vescovo di Colonia il 17 maggio 1257, mentre il suo rivale, Alfonso X di Castiglia, non solo non era mai stato incoronato ma non aveva nessuna intenzione di recarsi in Germania.
Nonostante il successo ottenuto in Germania, soprattutto in Renania, Papa Alessandro IV, equidistante tra i due candidati, non sapeva decidersi (pur preferendo Riccardo, non voleva rompere i rapporti di amicizia che aveva con Luigi IX di Francia, l'alleato di Alfonso X) chi incoronare imperatore. Solo nel 1259, Alessandro IV fece la scelta e fu disposto a incoronare Riccardo imperatore, ma quando il suo legato si recò in Germania per invitarli a Roma, per l'incoronazione, Riccardo e Sancha avevano già fatto ritorno in Inghilterra, nel gennaio di quello stesso anno.
Papa Alessandro, passato il momento, tornò ad uno stato di indecisione, che durò sino alla sua morte, nel maggio del 1261.
Sancha morì nel 1261; gli Annales Halesiensibus ci riportano che la regina Sanchha si ammalò il 5 novembre (Nonae Novembres) di quell'anno e morì il 9 dello stesso mese (V Idus Novembres) al castello di Berkhamsted (apud Berchamstede), Hertfordshire ed il giorno 15 novembre (XVII Kalendae Decembres) fu tumulata all'abbazia di Hailes (apud Heiles) nel Tewkesbury.

## Figli
Sancha a Riccardo diede 3 figli:
- Riccardo di Cornovaglia (luglio 1246-15 agosto 1246), come ci conferma il documento riportato alle pagine 568 e 569 del Matthæi Parisiensis, Monachi Sancti Albani, Chronica Majora, vol IV[27]
- Edmondo[28], 2º conte di Cornovaglia (1249-1300), sposò Margherita di Clare (?-1312). Non ebbero figli
- Riccardo di Cornovaglia (1252-marzo 1296), sposò Giovanna Saint Owen (1260-?)

## Parentele incrociate
Sancha e la sorella Eleonora, che sposarono i fratelli Riccardo di Cornovaglia e Enrico III d'Inghilterra, divennero cognate, e viceversa per Riccardo e Enrico. La stessa cosa successe alle altre due sorelle, figlie di Raimondo Berengario IV, Margherita e Beatrice: sposando i fratelli, Luigi IX di Francia e Carlo d'Angiò, divennero cognate, e viceversa fu per Luigi e Carlo.

## Ascendenza
|                                    |                       |                         | Genitori                          |  |  | Nonni |  |  | Bisnonni             |  |  | Trisnonni                            |  |
|                                    |                       |                         |                                   |  |  |       |  |  | Alfonso II d'Aragona |  |  | Raimondo Berengario IV di Barcellona |  |
|                                    |                       |                         |                                   |  |  |       |  |  | Alfonso II d'Aragona |  |  | Raimondo Berengario IV di Barcellona |  |
|                                    |                       | Petronilla di Aragona   |                                   |  |  |       |  |  | Alfonso II d'Aragona |  |  |                                      |  |
| Alfonso II di Provenza             |                       |                         |                                   |  |  |       |  |  | Alfonso II d'Aragona |  |  |                                      |  |
|                                    |                       | Sancha di Castiglia     | Alfonso VII di León               |  |  |       |  |  |                      |  |  |                                      |  |
|                                    |                       | Sancha di Castiglia     | Alfonso VII di León               |  |  |       |  |  |                      |  |  |                                      |  |
|                                    |                       | Sancha di Castiglia     | Richenza di Polonia               |  |  |       |  |  |                      |  |  |                                      |  |
| Raimondo Berengario IV di Provenza |                       | Sancha di Castiglia     |                                   |  |  |       |  |  |                      |  |  |                                      |  |
|                                    |                       | Rainou de Sabran        | Rostaing II de Sabran             |  |  |       |  |  |                      |  |  |                                      |  |
|                                    |                       | Rainou de Sabran        | Rostaing II de Sabran             |  |  |       |  |  |                      |  |  |                                      |  |
|                                    |                       | Rainou de Sabran        | Roscie, Dame d'Uzes               |  |  |       |  |  |                      |  |  |                                      |  |
| Garsenda di Provenza               |                       | Rainou de Sabran        |                                   |  |  |       |  |  |                      |  |  |                                      |  |
|                                    |                       | Garsenda di Forcalquier | Guglielmo IV di Forcalquier       |  |  |       |  |  |                      |  |  |                                      |  |
|                                    |                       | Garsenda di Forcalquier | Guglielmo IV di Forcalquier       |  |  |       |  |  |                      |  |  |                                      |  |
|                                    |                       | Garsenda di Forcalquier | Adelaide de Beziere               |  |  |       |  |  |                      |  |  |                                      |  |
| Sancha di Provenza                 |                       | Garsenda di Forcalquier |                                   |  |  |       |  |  |                      |  |  |                                      |  |
|                                    | Umberto III di Savoia | Amedeo III di Savoia    |                                   |  |  |       |  |  |                      |  |  |                                      |  |
|                                    | Umberto III di Savoia | Amedeo III di Savoia    |                                   |  |  |       |  |  |                      |  |  |                                      |  |
|                                    | Umberto III di Savoia | Mahaut d'Albon          |                                   |  |  |       |  |  |                      |  |  |                                      |  |
| Tommaso I di Savoia                | Umberto III di Savoia |                         |                                   |  |  |       |  |  |                      |  |  |                                      |  |
|                                    |                       | Beatrice di Viennois    | Gerard I, Conte di Mâcon e Vienne |  |  |       |  |  |                      |  |  |                                      |  |
|                                    |                       | Beatrice di Viennois    | Gerard I, Conte di Mâcon e Vienne |  |  |       |  |  |                      |  |  |                                      |  |
|                                    |                       | Beatrice di Viennois    | Guyonne de Salines                |  |  |       |  |  |                      |  |  |                                      |  |
| Beatrice di Savoia                 |                       | Beatrice di Viennois    |                                   |  |  |       |  |  |                      |  |  |                                      |  |
|                                    |                       | Guglielmo I di Ginevra  | Amedeo I di Ginevra               |  |  |       |  |  |                      |  |  |                                      |  |
|                                    |                       | Guglielmo I di Ginevra  | Amedeo I di Ginevra               |  |  |       |  |  |                      |  |  |                                      |  |
|                                    |                       | Guglielmo I di Ginevra  | Mathilde de Cuiseaux              |  |  |       |  |  |                      |  |  |                                      |  |
| Margherita di Ginevra              |                       | Guglielmo I di Ginevra  |                                   |  |  |       |  |  |                      |  |  |                                      |  |
|                                    |                       | Beatrice de Faucigny    | Aimon I, Signore de Faucigny      |  |  |       |  |  |                      |  |  |                                      |  |
|                                    |                       | Beatrice de Faucigny    | Aimon I, Signore de Faucigny      |  |  |       |  |  |                      |  |  |                                      |  |
|                                    |                       | Beatrice de Faucigny    | Clemencia de Berançon             |  |  |       |  |  |                      |  |  |                                      |  |
|                                    |                       | Beatrice de Faucigny    |                                   |  |  |       |  |  |                      |  |  |                                      |  |

### Fonti primarie
- (LA)  Monumenta Germaniae Historica, Scriptores, Tomus XXIII.
- (LA)  Rerum Gallicarum et Francicarum Scriptores, tomus XIX.
- (LA)  Peter der Zweite Graf von Savoyen, Markgraf in Italien, sein Haus und seine Lande.
- (LA)  Matthæi Parisiensis, Monachi Sancti Albani, Chronica Majorar, vol. IV.
- (LA)  Matthæi Parisiensis, Monachi Sancti Albani, Chronica Majorar, vol. III.
- (LA)  Layettes du Trésor des Chartes, vol. II'.
- (LA)  Monumenta Germaniae Historica, Scriptores, Tomus XVI.
- (LA)  Matthæi Parisiensis, Monachi Sancti Albani, Chronica Majorar, vol. V.

### Letteratura storiografica
- Austin Lane Poole, L'interregno in Germania, in «Storia del mondo medievale», vol. V, 1999, pp. 128–152
- Charles Petit-Dutaillis, Luigi IX il Santo, in «Storia del mondo medievale», vol. V, 1999, pp. 829–864
- E.F. Jacob, "Inghilterra : Enrico III", in Storia del mondo medievale, vol. VI, 1999, pp. 198–234
- Hilda Johnstone, "Francia: gli ultimi capetingi", in Storia del mondo medievale, vol. VI, 1999, pp. 569–607
- Hilda Johnstone, "Inghilterra : Edoardo I e Edoardo II", in Storia del mondo medievale, vol. VI, 1999, pp. 673–717
- (FR)  Histoire générale des Alpes Maritimes ou Cottiènes par Marcellin Fornier, Continuation, Tome I.